# Grădina
Grădina – wieś w Rumunii, w okręgu Konstanca, w gminie Grădina. W 2011 roku liczyła 697 mieszkańców.